# Maria, die de knopen ontwart
Maria, die de knopen ontwart (Duits: Maria Knotenlöserin) is een genadebeeld in de rooms-katholieke bedevaartskerk van Sint-Petrus aan de Perlach in de Beierse stad Augsburg. Het genadebeeld is een geliefde devotie van paus Franciscus. In zijn jonge jaren studeerde hij in Duitsland, waar hij kennismaakte met het schilderij. Hij bracht ansichtkaarten ervan mee naar zijn thuisland Argentinië, waar kopieën werden gemaakt die tegenwoordig in verschillende Argentijnse kerken worden vereerd.

## Genadebeeld
Het barokke genadebeeld is rondom 1700 geschilderd door de Augsburgse kunstschilder Johann Georg Melchior Schmidtner en toont de Heilige Maagd Maria staande op een maansikkel. Zij wordt door engelen omgeven, terwijl boven haar de Heilige Geest zweeft in de vorm van een duif. In haar handen houdt zij een koord, waarin zich knopen bevinden die zij ontwart. Haar voet is geplaatst op een slang (symbool voor de duivel) die zelf in de knoop is. 
Daaronder is als nevenwerk een duidelijk kleinere engel te zien met een menselijke begeleider en zijn hond. In de kunstgeschiedenis is dit wel geduid als een verwijzing naar het boek Tobit, waarin Tobias met zijn hond, begeleid door de aartsengel Rafaël, van Ninive naar Ecbatana reist om Sara tot zijn vrouw te nemen. 
Een andere verklaring voor dit kleinere tafereel verwijst naar de geschiedenis van de opdracht tot de vervaardiging van het schilderij. De grootvader van de opdrachtgever, een zekere Wolfgang Langenmantel, zou in huwelijksnood verkerend door Jakob Rem, een jezuïetenpater, naar Ingolstadt gestuurd zijn om daar de knopen in zijn leven, die vooral betrekking hadden op zijn huwelijk, aan Maria voor te leggen. Zijn huwelijk werd uiteindelijk gered en dat gaf Wolfgangs kleinzoon, Hieronymus Ambrosius Langenmantel, kanunnik bij de stiftskerk van Sint-Petrus aan de Perlach, reden tot de opdracht tot dit schilderij.

## Bedevaart
Maria, die de knopen ontwart is sinds het gereedkomen van dit wonderdadige schilderij, een bijzonder populaire vorm van Mariaverering geworden. Niet alleen in Beieren, maar ook in landen als Argentinië waar het door paus Franciscus werd geïntroduceerd. Ook in het Nederlandse spraakgebied bestaat devotie voor deze Maria. Aan haar kunnen gelovigen alle kwesties voorleggen die hen in het dagelijks leven belemmeren.